# Прорыв плотины в Кызылагаше
Прорыв плотины в Кызылагаше (11 марта 2010 года) — стал одним из самых разрушительных паводков в истории современного Казахстана. Прорыв произошёл в ночь с 11 на 12 марта, 12 часов 37 минут, выше села Кызылагаш, Аксуский район Алматинской области с 3 тысячами жителей.

## Причины
Интенсивное таяние снега, обильные дожди, а также неосмотрительность местных властей привели к размыву дамбы и прорыву Кызыл-Агашского водохранилища в верхнем течении р. Кызылагаш. Примечательно что плотина, а также само Кызылагашское водохранилище, были переданы в частные руки в 2004 году, когда его эксплуатацию начал ТОО «Шынар», а с 2007 года — сельский потребительский кооператив водопользователей «Кызылагаш». Прорыв произошел вероятнее всего из-за того, что управляющие Кызылагашским водохранилищем, как всегда, хотели накопить побольше воды в преддверии засушливого казахстанского лета, но при этом не отнеслись с должной серьёзностью к создавшейся в регионе паводковой ситуации. Вследствие 2-метровой волной был затоплен одноимённый посёлок, в меньшей степени пострадали соседние населённые пункты (Егинсу, Актоган, Колтабан, станция Алажиде и др.) Вода также смыла мост на трассе Алма-Ата — Усть-Каменогорск.

## Ущерб
В результате паводка 43 человека погибли, в том числе 10 мальчиков  и 5 девочек; 300 получили ранения разной степени тяжести и около 2000 были эвакуированы; 146 домов было снесено полностью, 251 разрушены и 42 повреждены. Власти Казахстана пообещали выплатить за каждого погибшего в результате наводнения в поселке Кызылагаш по 500 тысяч тенге (3,4 тысячи долларов) и восстановить жильё на месте разрушенного. Оралманам было разрешено переселиться в другие регионы области.
14 марта состоялись похороны 12 погибших от стихийного бедствия. Похороны прошли в Талдыкоргане и Коксуском районе. 15 марта решением областного маслихата объявлен «Днём скорби» по погибшим жителям села Кызылагаш. В течение следующих месяцев были найдены остальные тела пропавших.